# Idioma nabateo

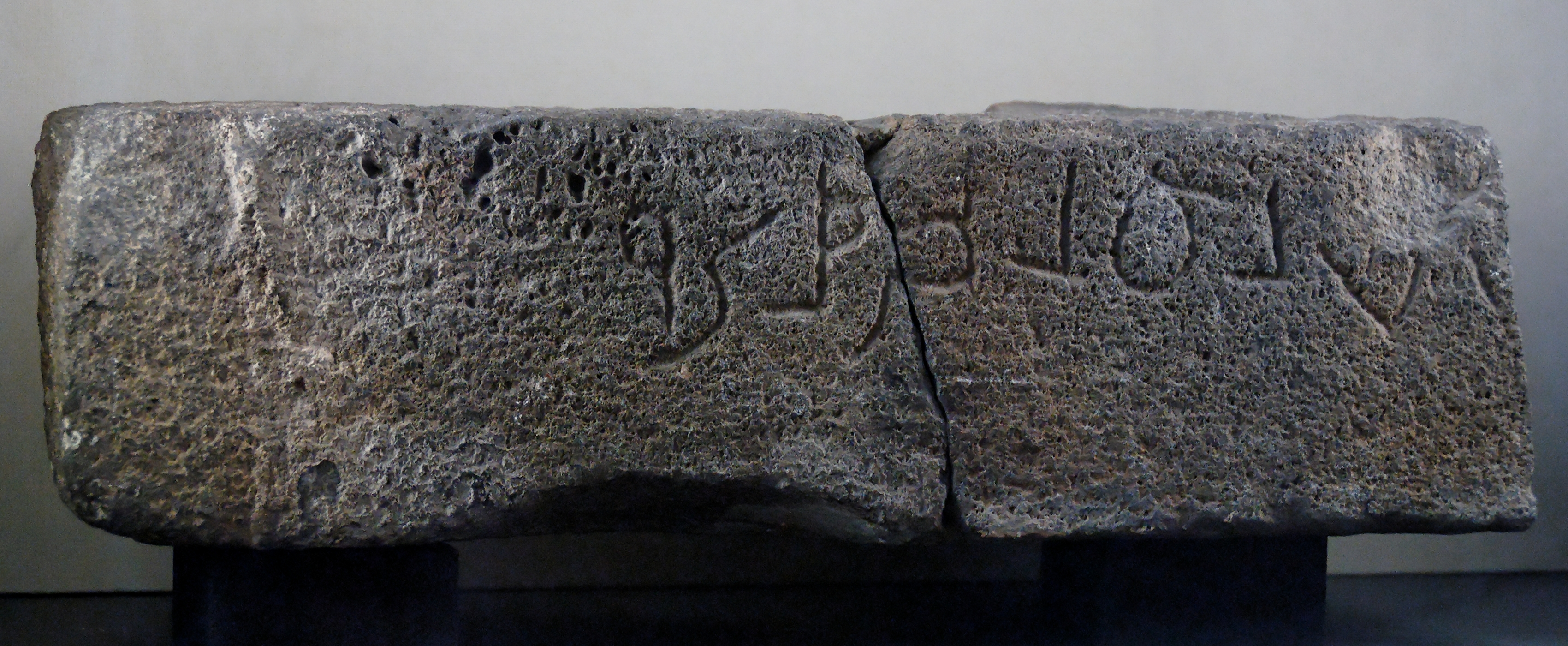
Fragmento de una dedicación al dios Qasiu en nabateo. Basalto, Encontrado en Sia, Hauran, sur de Siria.

El idioma nabateo fue una lengua semítica hablada por los nabateos del desierto de Néguev, orilla oriental del río Jordán y la península del Sinaí. 
Proveniente del arameo, a partir del siglo IV se vio afectado cada vez más por el dialecto árabe de la población local, variando del idioma arameo al idioma árabe.

## Orígenes
Con la caída del Imperio aqueménida (330 a. C.), el arameo comenzó a perder importancia como lengua franca en el Cercano Oriente. El prestigio y auge de la cultura y lengua griegas vinieron aparejados a la conquista y posterior instauración de las nuevas dinastías orientales de origen heleno; lo cual significó para el arameo una situación desfavorable al tener que competir repentinamente por un mismo espacio con otra lengua hegemónica.
El anterior sistema unificado de comunicación se descompuso en distintas escuelas locales y los dialectos de varias regiones fueron adquiriendo importancia al punto de desarrollar una literatura propia. El nabateo fue una de estas hablas locales que tuvo una evolución propia debido a estos hechos.
El idioma de las inscripciones nabateas, de las que hay registro a partir del siglo II a. C., muestra un desarrollo local del arameo.

## Clasificación lingüística
El idioma nabateo fue una ramificación del arameo imperial; sin embargo, con el aumento considerable de la inmigración de tribus árabes nómadas, esta lengua fue cada vez más influenciada por el árabe. Pero fue a partir del siglo IV d. C. que la influencia árabe se hizo tan intensa que podría decirse que el nabateo cambió virtualmente del arameo al árabe.

## Vestigios
Abundantes inscripciones nabateas (principalmente votivas y funerarias) pueden encontrase en las ciudades de Petra, Bosra y Hegra; así como en el sur de la península del Sinaí. También se han encontrado textos nabateos en las cuevas del mar Muerto.
La mayor parte de las inscripciones se encuentran en Petra (Jordania), Mada'in Salih, en Arabia Saudí y en el sur de Siria. También se han encontrado vestigios en Roma, pues allí los nabateos habían establecido una colonia mercantil. Aun así, la mayoría de las inscripciones son mortuorias.
También hay una pequeña manifestación del nabateo en unos manuscritos encontrados en el mar Muerto en el siglo XX.
Pero la manifestación más antigua (datada en torno siglo II a. C.) se encuentra en Elusa (desierto de Néguev), cuya inscripción dice "Aretas, rey de los nabateos". Pero este alfabeto tiene características arameas, no nabateas. Recuerda al hebreo cuadrado y al arameo.

## Escritura
Es un sistema de escritura consonántico, desarrollado a partir del arameo. La dirección de la escritura es de derecha a izquierda. 
Su origen se remonta al siglo I a. C. y perduró hasta el VI d. C.. 
La escritura manuscrita nabatea se caracteriza por un estilo singularmente cursivo. El alfabeto nabateo se desarrolló a partir del alfabeto arameo y sería, a su vez, precursor del alfabeto árabe a través de ciertas variantes cursivas en el siglo V.
Las dos variantes en las que podemos dividir el alfabeto nabateo son escritura formal y escritura cursiva. La escritura formal se utilizó en inscripciones monumentales, como por ejemplo en las tumbas de Petra y Arabia Saudí. La escritura cursiva, sin embargo, al ser más continuada y fluida, se acabó utilizando con mayor frecuencia. Esta variante cursiva es precursora del alifato árabe. 
La diferencia entre ambas podría compararse con el uso de un molde o plantilla para escribir (escritura formal) y la escritura a  mano (escritura cursiva).